# 381 (tal)
381 är det naturliga talet som följer 380 och som följs av 382.

## Inom vetenskapen
- 381 Myrrha, en asteroid.

## Inom matematiken
- 381 är ett udda tal
- 381 är ett sammansatt tal
- 381 är ett defekt tal